# Rayjacksonia
 Rayjacksonia   R.L.Hartm. & M.A.Lane, 1996 è un genere di piante angiosperme dicotiledoni della famiglia delle Asteraceae, sottofamiglia Asteroideae, tribù Astereae (North American lineage) e sottotribù Machaerantherinae.

## Etimologia
Il nome del genere è stato dato in onore di Raymond Carl Jackson (1928-), botanico e genetista vegetale americano.
Il nome scientifico del genere è stato definito dai botanici Ronald Lee Hartman (1945-2018) e Meredith A. Lane (1951-) nella pubblicazione " American Journal of Botany. Lancaster, PA" (  Amer. J. Bot. 83(3): 368 ) del 1996.

## Descrizione

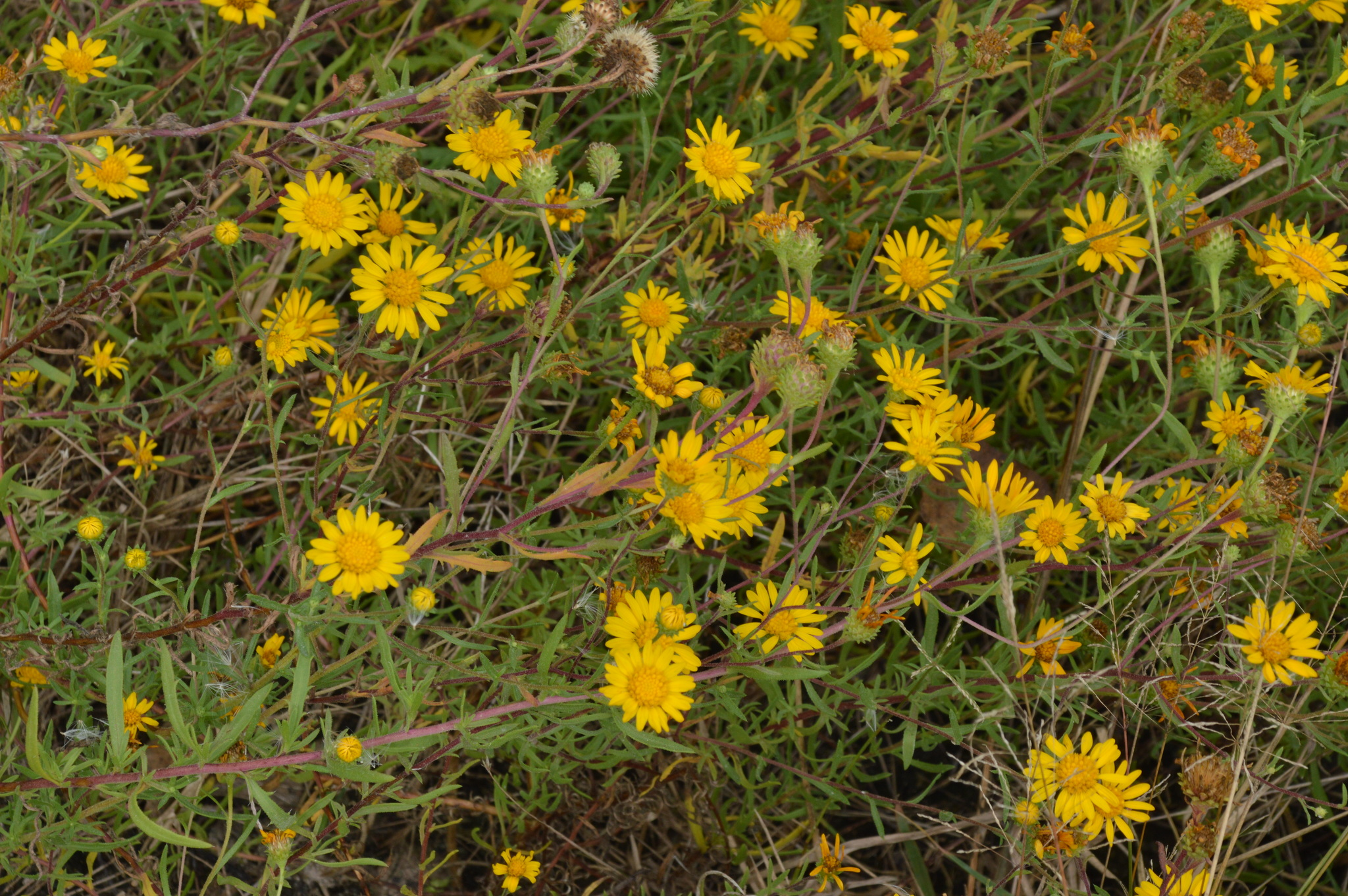
Infiorescenza
Rayjacksonia aurea

Portamento. Le specie di questo genere hanno un ciclo biologico annuale o brevemente perenne con habitus erbaceo. Le brattee e le foglie sono ricoperte da ghiandole sessili o stipitate.
Fusto. La parte aerea varia da eretta a decombente-ascendente, semplice o ramosa (specialmente alla base). Altezza media: 4 - 80 cm.
Foglie. Le foglie, per lo più cauline, lungo il caule sono disposte in modo alternato e sessile (eventualmente subpicciolate); la lamina è intera mononervata (o con una nervatura pennata) con forme da lineari a oblanceolate e apici da acuti a ottusi; i margini fogliari sono dentati; all'apice sono presenti delle setole appuntite; la pagina può essere glabra.
Infiorescenza. Le sinflorescenze sono composte da 1 - 70 capolini, per pianta, raccolti in lasse formazioni corimbose o in altro modo. Le infiorescenze vere e proprie sono composte da un capolino terminale peduncolato di tipo radiato con fiori eterogami. I capolini sono formati da un involucro, con forme emisferiche, composto da 20 - 40 brattee, al cui interno un ricettacolo fa da base ai fiori di due tipi: fiori del raggio e fiori del disco. Le brattee, con forme da lineari a lanceolate, mononervate, con margini scariosi, con apici eretti o ricurvi e a consistenza erbacea, sono disposte in modo più o meno embricato su 4 - 5 serie. Il ricettacolo (senza pagliette) bucherellato a protezione della base dei fiori ha delle forme un poco convesse. Dimensione degli involucri: 7 - 16 x 9 - 30 mm.
Fiori.  I fiori sono tetra-ciclici (formati cioè da 4 verticilli: calice – corolla – androceo – gineceo) e pentameri (calice e corolla formati da 5 elementi). Si distinguono in:
- fiori del raggio (esterni): da 14 a 46 per capolino, sono femminili e sono disposti su 1 - 2 serie; la forma è ligulata (zigomorfa);
- fiori del disco (centrali): sono più numerosi (da 25 a 130) con forme brevemente tubulose (attinomorfe); sono ermafroditi.

- Formula fiorale:

*/x K {\displaystyle \infty }, [C (5), A (5)], G 2 (infero), achenio
- Calice: i sepali del calice sono ridotti ad una coroncina di squame.

- Corolla:

- fiori del raggio: la forma della corolla alla base è più o meno tubulosa-imbutiforme, mentre all'apice è ligulata; la ligula può terminare con alcuni denti; il colore è giallo;
- fiori del disco: la forma è brevemente tubulare bruscamente divaricata in 5 lobi; i lobi, patenti, hanno una forma triangolare; il colore è giallo.

- Androceo: l'androceo è formato da 5 stami sorretti da filamenti generalmente liberi; gli stami sono connati e formano un manicotto circondante lo stilo; le teche (produttrici del polline) alla base sono troncate e sono lievemente auricolate (molto raramente sono speronate o hanno una coda); le appendici apicali delle antere hanno delle forme piatte e lanceolate; il tessuto endoteciale (rivestimento interno dell'antera) è quasi sempre polarizzato (con due superfici distinte: una verso l'esterno e una verso l'interno). Il polline è sferico con un diametro medio di circa 25 micron;  è tricolporato (con tre aperture sia di tipo a fessura che tipo isodiametrica o poro) ed è echinato (con punte sporgenti).

- Gineceo: l'ovario è infero uniloculare formato da 2 carpelli. Lo stilo (il recettore del polline) è profondamente bifido (con due stigmi divergenti) e con le linee stigmatiche marginali separate. I due bracci dello stilo hanno una forma deltoide e possono essere papillosi o ricoperti da ciuffi di peli.

Frutti. I frutti, dimorfici e con facce strigoso-sericee, sono degli acheni con pappo:
- achenio dei fiori del raggio: la forma degli acheni, con spesse pareti, varia da ellissoide a obovoide a 3 angoli e 0 - 4 coste per lato;
- achenio dei fiori del disco: la forma (con pareti più sottili) è ampiamente ellissoide-clavata e compressa con 5 - 9 coste;
- pappo: il pappo, persistente, è formato da 3 - 4 serie di 30 - 40 setole brunastre, barbate, ineguali, spesse e piatte.

## Biologia
Impollinazione: l'impollinazione avviene tramite insetti (impollinazione entomogama tramite farfalle diurne e notturne).

Riproduzione: la fecondazione avviene fondamentalmente tramite l'impollinazione dei fiori (vedi sopra).

Dispersione: i semi (gli acheni) cadendo a terra sono successivamente dispersi soprattutto da insetti tipo formiche (disseminazione mirmecoria). In questo tipo di piante avviene anche un altro tipo di dispersione: zoocoria. Infatti gli uncini delle brattee dell'involucro (se presenti) si agganciano ai peli degli animali di passaggio disperdendo così anche su lunghe distanze i semi della pianta. Inoltre per merito del pappo il vento può trasportare i semi anche a distanza di alcuni chilometri (disseminazione anemocora).

## Distribuzione e habitat
Le specie di questo genere sono distribuite negli U.S.A. centro-meridionali e Messico settentrionale.

## Sistematica
La famiglia di appartenenza di questa voce (Asteraceae o Compositae, nomen conservandum) probabilmente originaria del Sud America, è la più numerosa del mondo vegetale, comprende oltre 23.000 specie distribuite su 1.535 generi, oppure 22.750 specie e 1.530 generi secondo altre fonti (una delle checklist più aggiornata elenca fino a 1.679 generi). La famiglia attualmente (2021) è divisa in 16 sottofamiglie; la sottofamiglia Asteroideae è una di queste e rappresenta l'evoluzione più recente di tutta la famiglia.

### Filogenesi
La tribù Astereae (una delle 21 tribù della sottofamiglia Asteroideae) comprende circa 40 sottotribù. In base alle ultime ricerche nella tribù sono stati individuati (provvisoriamente) 5 principali lignaggi:
- Basal grade: include alcuni generi isolati, il gruppo "South American-Oceania",  alcune sottotribù africane e il gruppo dei generi legnosi del Madagascar.
- Bellis lineage: comprende le sottotribù eurasiatiche e una sottotribù africana.
- Aster lineage: include i generi asiatici di Asterinae e i principali gruppi dell'Australia e dell'Oceania.
- Baccharis lineage: include alcuni gruppi sudamericani.
- North American lineage: include la vasta gamma di sottotribù del Nordamerica, Messico e alcuni gruppi distribuiti nel Sudamerica.

Il genere  Rayjacksonia  (insieme alla sottotribù Machaerantherinae) è incluso nel lignaggio "North American lineage". Attualmente la sottotribù è suddivisa in 5 gruppi informali: Basal grade - Machaeranthera group - Haplopappus group - Xanthocephalum group - Lessingia group.  Questo genere si trova nel "Xanthocephalum group". Inoltre con il genere Isocoma forma un "gruppo fratello".
I caratteri distintivi del genere sono:
- il ciclo biologico delle piante è annuale (o eventualmente biennale);
- i fiori del raggio sono presenti;
- il pappo è formato da numerose setole finemente barbate e incurvate verso l'alto.

Altri caratteri specifici per questo genere sono:
- il particolare indumento delle iante;
- i denti delle foglie sono spinulosi;
- i capolini sono portati singolarmente;
- i fiori del raggio hanno delle lamine gialle prominenti.

Il numero cromosomico delle specie di questo genere è: 2n = 12.

### Elenco delle specie
Questo genere ha 3 specie:
- Rayjacksonia annua (Rydb.) R.L.Hartm. & M.A.Lane
- Rayjacksonia aurea  (A.Gray) R.L.Hartm. & M.A.Lane
- Rayjacksonia phyllocephala  (DC.) R.L.Hartm. & M.A.Lane